# قائمة الصلوات اليهودية
ستوجد هنا صلوات التي اليهود يقرون في السبت المقدسة.
'"בָּרוּךְ אַתָּה ה' אֱ-לֹהֵינוּ, מֶלֶךְ הָעוֹלָם..."'
بالنقل الحرفي: «بَروخ اَتا آدوناي، اَلوهَينوُ، مَلَخ هاءآلوم...»
مترجم: «تبارك أنت، ربنا وإلاهنا، مالك السموات...»
انتبه: ال ' بالعبري يعود إلىٰ الحرف ال ء أو أيضا إلىٰ الحرف ال ع. لكن إذا بيستعمل ال ` فإنه يعود إلىٰ الحرف ال ع دائماً. ال ه بينلفض كـ ه عادي أو كـ ح. وال ر العبرية ليست ر، لكنها قريبة عن الحرف ال غ.

## احد الصلوت
| آميدا      | עמידה        | "صلاة القيام" المعروف أيضا باسم شمونه اَسره ("الثمانية عشر")، انها محتوي اساسي للخدمات اليهودية. انها تنقرأ ثلاثة مرة في اليوم. (اربع مرة في ايام الحفلات، وخمسة مرة في يوم الغفران (يوم كبور). |
| آنٔ‌م زَميغوت | אנעים זמירות | أو معروفة بالاسم "نشيد المجد"، تنقرأ بعد الصلاة الصبح في يوم السبت المقدسة. |
| شَمىٰ يشغـٰئل | שמע ישראל    | الاساس لخدمات اليهودية ان تؤكد بالاعتقاد والثقة بالاه الاحد. الشمىٰ يتكون من ثلاثة أقسام مأخوذة من التوراة.                                                                                     |